# پراسپریتی (کارولینای جنوبی)
پراسپریتی(به انگلیسی: Prosperity) شهری در ایالت کارولینای جنوبی کشور ایالات متحده آمریکا است که جمعیت آن در سرشماری سال ۲۰۱۰ میلادی، ۱٬۱۸۰ نفر بوده‌است.